# Муезерский Троицкий монастырь
Муезерский Троицкий монастырь — упразднённый мужской монастырь Русской Православной Церкви в Республике Карелия в 3 км от деревни Ушково. Расположен на острове Троица на Муезере.

## История
Муезерский монастырь был основан в середине XVI в. соловецким монахом, Кассианом Муезерским (время жизни и канонизации неизвестны, внесён в Собор Новгородских святых).
При монастыре находилась церковь во имя Живоначальной Троицы (не сохранилась).
В 1602 г. была построена тёплая Никольская деревянная церковь — имеет вид продолговатого квадрата, кровля на паперти и алтаре на 2 ската, одноглавая со шпилем.
Также в монастыре была колокольня, клетская часовня Спаса Нерукотворного, в которой находятся деревянные четырехметровый крест, изготовленный старцем Алексеем в 1672 г. и трехметровый деревянный крест.
В алтаре Никольской церкви находился крест с надписью: «поставил сий крест первоначальной старец инок Генадей лета 7081 (1573) августа в 11 день». В начале 1960-х гг. крест был вывезен в Ленинград экспедицией Русского музея.
В 1580 г. Муезерский монастырь под руководством воеводы Киприяна Оничкова выдержал осаду 3 тысяч шведов.
По указу Екатерины II в 1764 г. монастырь был упразднён, церкви долгое время были приписаны к Маслозерскому приходу, своего причта не имели.
После упразднения в монастыре в XVIII в. жили монахи-старообрядцы, сохранилось старообрядческое кладбище.
До нашего времени сохранились Никольская церковь (отреставрирована в 1976 г.), раз в году в храме проводится служба; часовня во имя Спаса Нерукотворного образа.
Сохранилась часовня-гробница, в которой находится гроб с мощами одного из строителей монастыря, возможно, Кассиана Муезерского (по другим данным, преподобный Кассиан умер в Спасо-Преображенском Кенском монастыре и его мощи были перенесены в Антониево-Сийский монастырь).
Постановлением Совета Министров РСФСР № 624 от 04.12.1974 Никольская церковь и часовни признаны памятниками архитектуры — объектами культурного наследия России.
12 декабря 2014 г. в Министерстве культуры Республики Карелия состоялась встреча Епископа Костомукшского и Кемского Игнатия с министром культуры Е. В. Богдановой, в ходе которой были обсуждены вопросы возрождения Троицкого Муезерского мужского монастыря.

## Список настоятелей
- Никандр, игумен (в царствование Феодора Иоанновича);
- Фирс, игумен 1600—1606 г.г.;
- Геннадий 1606 г.;
- Макарий, игумен 1611 г.;
- Фирс, игумен 1613 г.;
- Макарий, игумен 1620 г.;
- Савва, строитель 1638—1641 г.г.
- Вениамин, игумен 1644—1651 г.г.
- Симеон, строитель, иеромонах 1653—1654 г.г.
- Нафанаил, строитель, иеромонах по 1680 г.
- Пахомий, строитель 1704—1706 г.г.;
- Епифаний 1714 г.;
- Варлаам 1719 г.;
- Филарет 1721—1722 г.г.[8]